# Maniola jurtina
Maniola jurtina (Linnaeus, 1758) è un lepidottero diurno appartenente alla famiglia Nymphalidae, diffuso in Europa, Nordafrica e Asia occidentale.

## Descrizione

### Adulto
È caratterizzato da una livrea bruna sulla pagina superiore delle ali dove è presente un occello con pupilla posto poco prima dell'apice. L'occello è presente anche nella pagina inferiore delle ali. L'apertura alare varia dai 2 ai 2,5 cm.

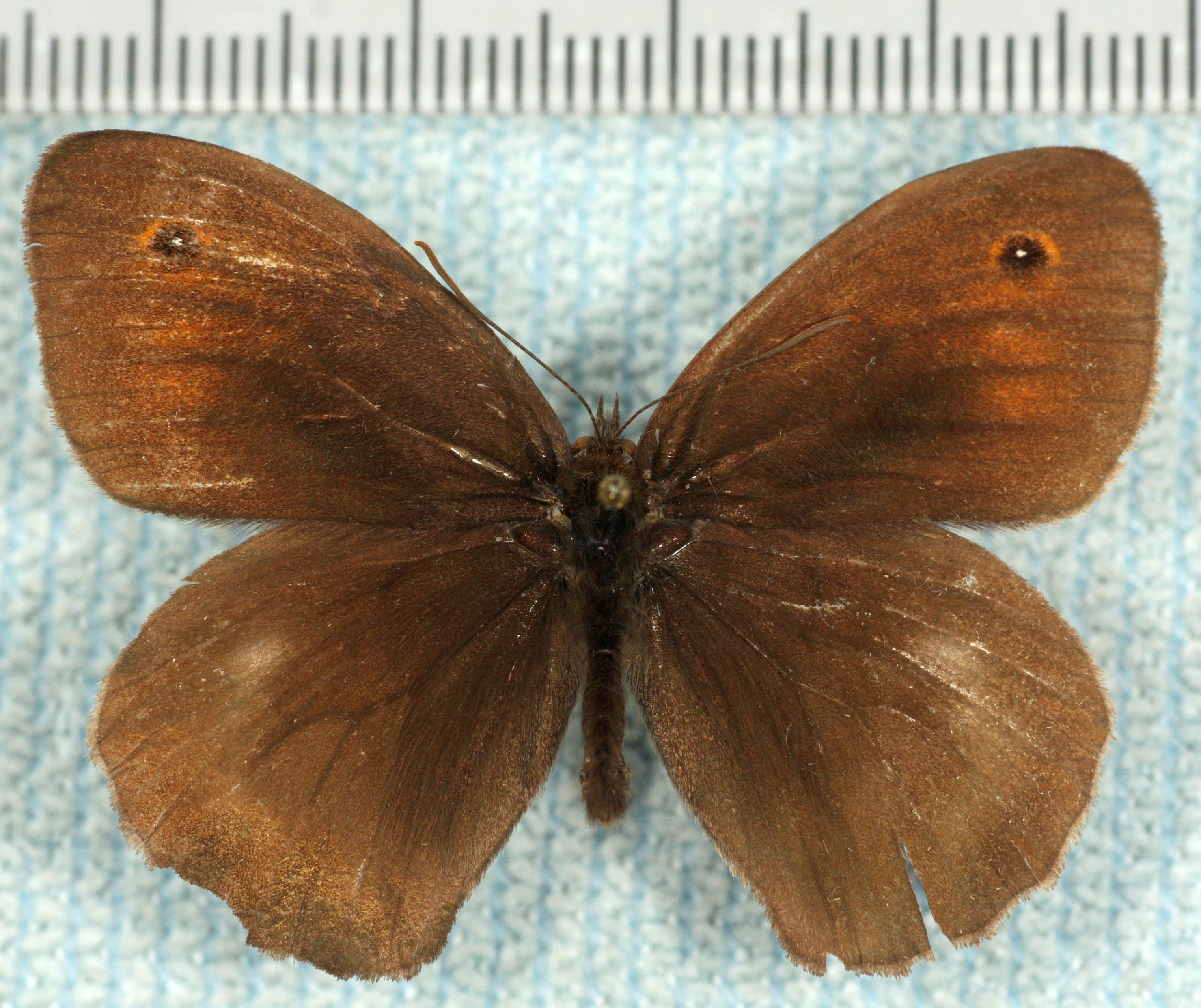
♂
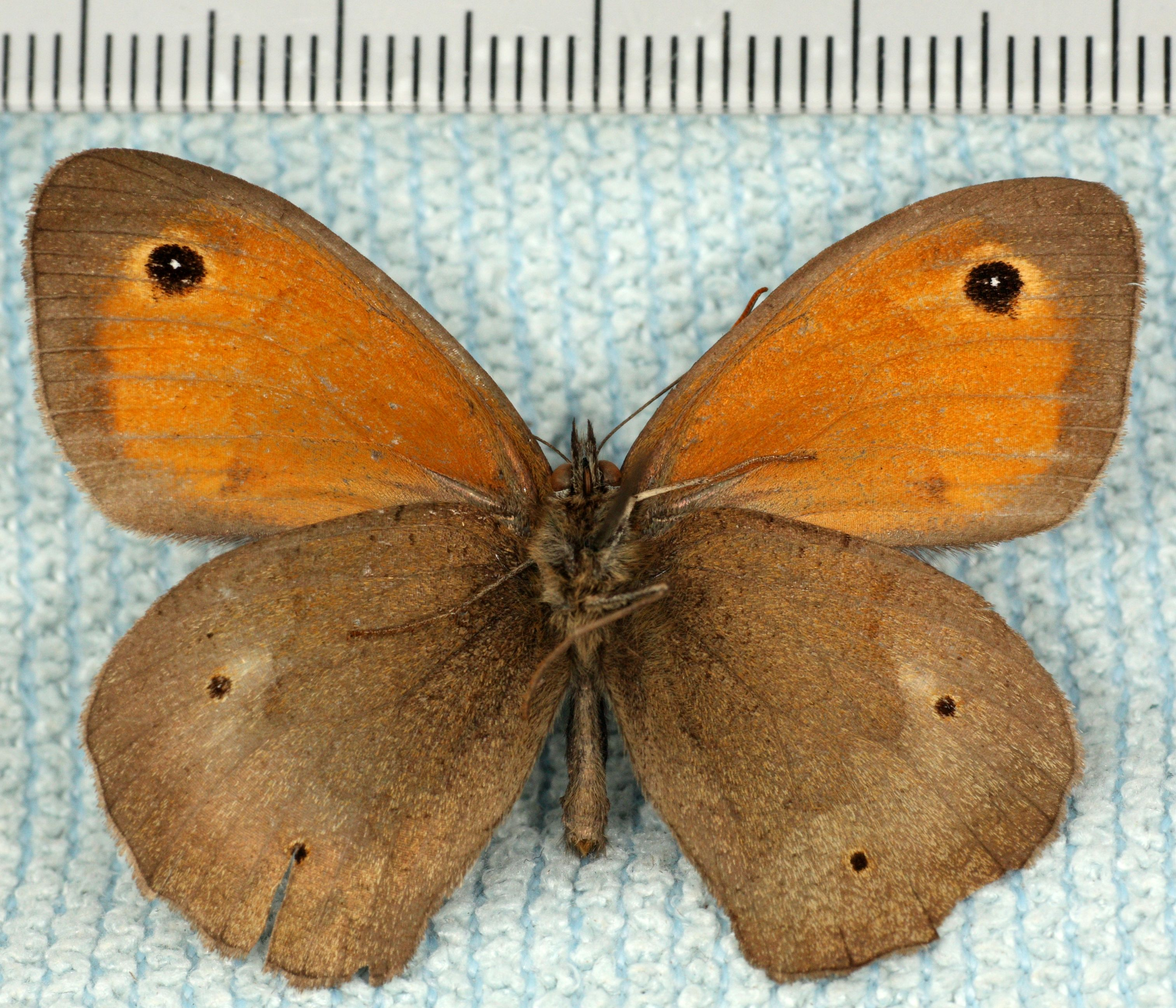
△ ♂
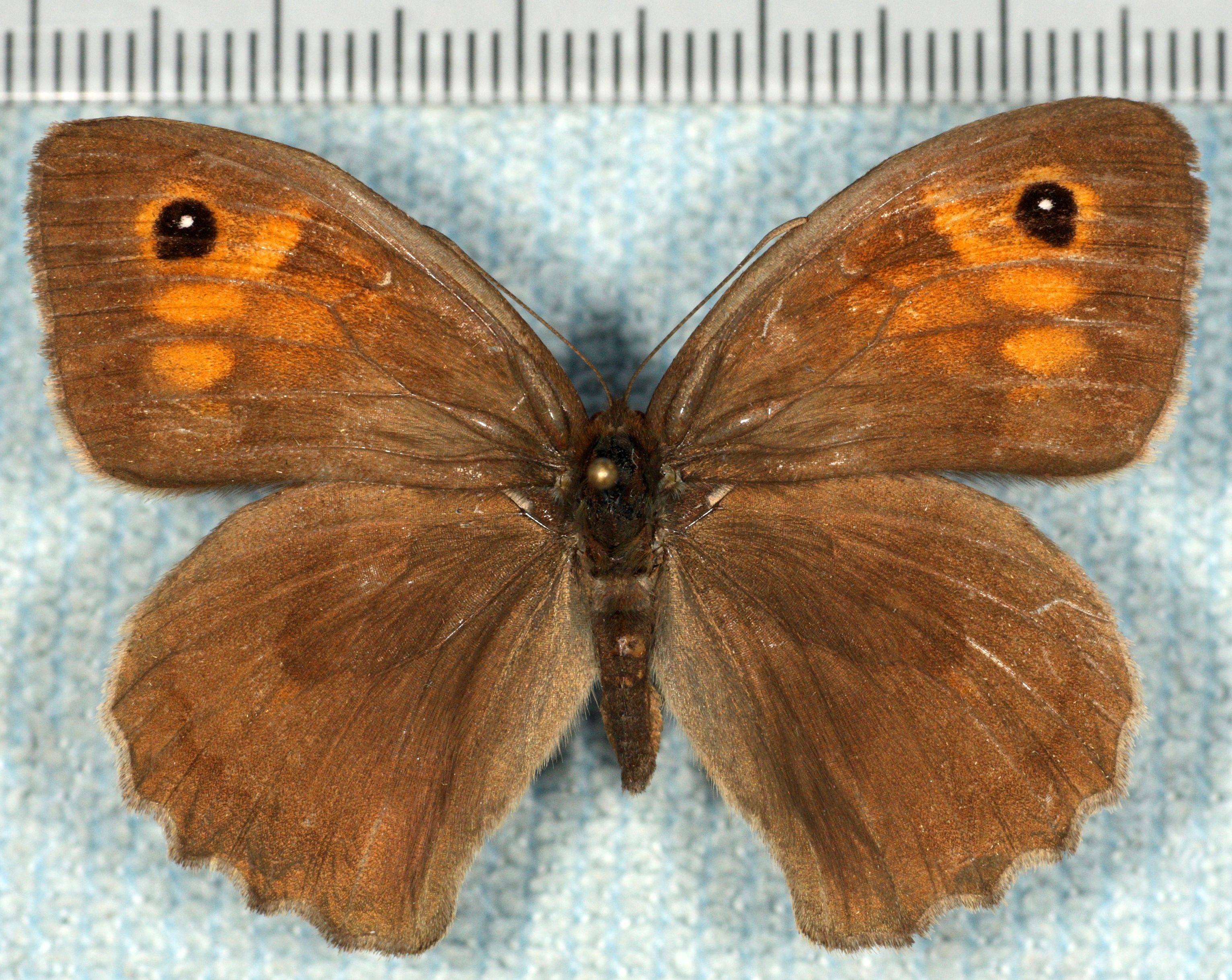
♀
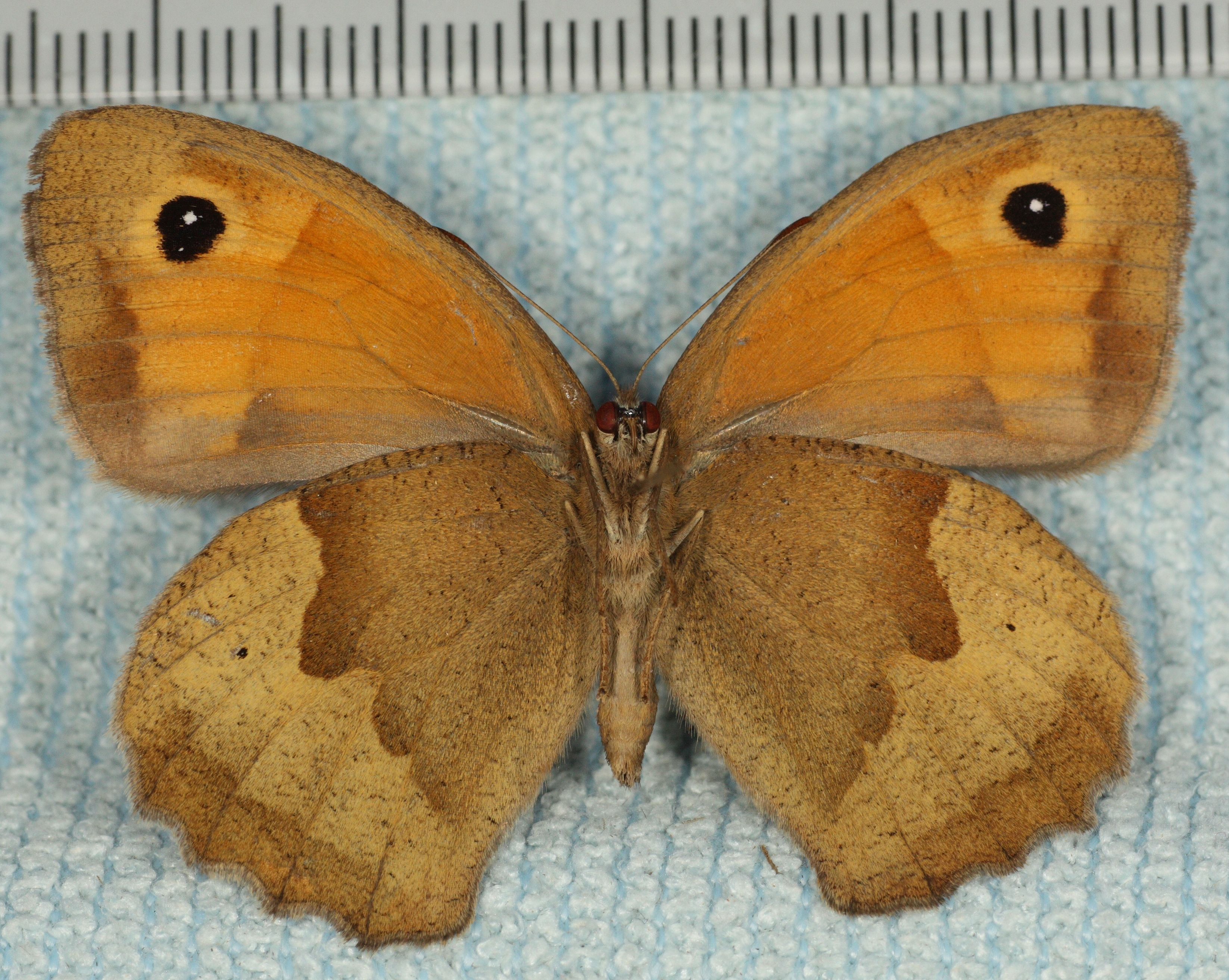
△ ♀

## Biologia
La Maniola jurtina compie, solitamente, una sola generazione annua, con bruchi svernanti che compiono la metamorfosi all'inizio del periodo estivo e con sfarfallamenti che hanno luogo durante tutta l'estate.
Le piante nutrici delle larve sono diverse specie di graminacee

## Distribuzione e habitat
In Europa ha un areale vastissimo, praticamente presente ovunque, dalla Scandinavia ai paesi mediterranei.